# Suillus
Suillus is een geslacht van schimmels behorend tot de familie Suillaceae. De typesoort is de bruine ringboleet (Suillus luteus). Soorten in het geslacht  worden geassocieerd met bomen uit de dennenfamilie (Pinaceae) en komen voor in gematigd klimaat op het noordelijk halfrond, hoewel sommige soorten zijn geïntroduceerd op het zuidelijk halfrond.

## Soorten
Volgens Index Fungorum telt het geslacht 231 soorten (peildatum december 2021):
| Soortnaam                                  | Auteur(s)                                    | Publicatiejaar |
| ------------------------------------------ | -------------------------------------------- | -------------- |
| Suillus abietinus                          | Pantidou & Watling                           | 1970           |
| Suillus abietinus                          | (Lj.N. Vassiljeva) Lj.N. Vassiljeva          | 1973           |
| Suillus acerbus                            | A.H. Sm. & Thiers                            | 1964           |
| Suillus acidus                             | (Peck) Singer                                | 1945           |
| Suillus adhikarii                          | K. Das, D. Chakr. & Cotter                   | 2015           |
| Suillus aetnensis                          | (Inzenga) Kuntze                             | 1898           |
| Suillus albidipes                          | (Peck) Singer                                | 1945           |
| Suillus albivelatus                        | A.H. Sm., Thiers & O.K. Mill.                | 1965           |
| Suillus alboflocculosus                    | Pantidou & Watling                           | 1970           |
| Suillus albus                              | Kuntze                                       | 1898           |
| Suillus alkaliaurantians                   | Pantidou & Watling                           | 1970           |
| Suillus alliciens                          | (Berk.) Kuntze                               | 1898           |
| Suillus alpinus                            | X.F. Shi & P.G. Liu                          | 2016           |
| Suillus amabilis (Douglasboleet)           | (Peck) Singer                                | 1966           |
| Suillus amaranthi                          | (Thiers) Kretzer & T.D. Bruns                | 1997           |
| Suillus americanus                         | (Peck) Snell                                 | 1944           |
| Suillus amoenus                            | (Thüm.) Kuntze                               | 1898           |
| Suillus ampliporus                         | (Peck) Kuntze                                | 1898           |
| Suillus anomalus                           | T.J. Baroni, Largent & Thiers                | 1976           |
| Suillus aquosus                            | (Krombh.) Kuntze                             | 1898           |
| Suillus arcuatus                           | (Zoll.) Kuntze                               | 1898           |
| Suillus arenarius                          | (Fr.) Kuntze                                 | 1898           |
| Suillus areolatus                          | (Berk.) Kuntze                               | 1898           |
| Suillus asprellus                          | (Fr.) Kuntze                                 | 1898           |
| Suillus aurihymenius                       | X.F. Shi & P.G. Liu                          | 2016           |
| Suillus australis                          | (Cooke & Massee) Kuntze                      | 1898           |
| Suillus barlae                             | (Fr.) Kuntze                                 | 1898           |
| Suillus bekhsus                            | Gardezi                                      | 2007           |
| Suillus bellinii                           | (Inzenga) Kuntze                             | 1898           |
| Suillus borealis                           | Kuntze                                       | 1898           |
| Suillus borealis                           | A.H. Sm., Thiers & O.K. Mill.                | 1965           |
| Suillus boudieri                           | (Quél.) Kuntze                               | 1898           |
| Suillus bovinoides                         | (J. Blum) Bon                                | 1990           |
| Suillus bovinus (Koeienboleet)             | (L.) Roussel                                 | 1796           |
| Suillus bresadolae                         | (Quél.) Gerhold                              | 1985           |
| Suillus brevipes                           | (Peck) Kuntze                                | 1898           |
| Suillus brunneolus                         | (Kühner) Klofac                              | 2018           |
| Suillus brunnescens                        | A.H. Sm. & Thiers                            | 1964           |
| Suillus bulbosus                           | (Schaeff.) Kuntze                            | 1898           |
| Suillus bullatus                           | (Britzelm.) Kuntze                           | 1898           |
| Suillus caerulescens                       | A.H. Sm. & Thiers                            | 1964           |
| Suillus caesareus                          | (Fr.) Kuntze                                 | 1898           |
| Suillus californicus                       | (Murrill) Thiers                             | 1975           |
| Suillus cantharelloides                    | (Jacobashch) Sacc. & P. Syd.                 | 1902           |
| Suillus cavipes (Holsteelboleet)           | (Klotzsch) A.H. Sm. & Thiers                 | 1964           |
| Suillus cavipoides                         | (Z.S. Bi & G.Y. Zheng) Q.B. Wang & Y.J. Yao  | 2004           |
| Suillus cembrae                            | (Singer) Singer                              | 1945           |
| Suillus chiapasensis                       | Singer                                       | 1973           |
| Suillus cinnamomeus                        | (Quél.) Kuntze                               | 1898           |
| Suillus circinans                          | (Pers.) Lamark                               | 1789           |
| Suillus clavicularis                       | (Gillet) Kuntze                              | 1898           |
| Suillus collarius                          | (Pers.) Redeuilh                             | 1990           |
| Suillus collinitus (Valse melkboleet)      | (Fr.) Kuntze                                 | 1898           |
| Suillus concretus                          | (Durieu & Lév.) Kuntze                       | 1898           |
| Suillus cothurnatus                        | Singer                                       | 1945           |
| Suillus crassus                            | (Massee) Kuntze                              | 1898           |
| Suillus cruentus                           | (Vent.) Kuntze                               | 1898           |
| Suillus cubensis                           | (Berk. & M.A. Curtis) Kuntze                 | 1898           |
| Suillus decipiens                          | (Peck) Kuntze                                | 1898           |
| Suillus decorus                            | (Frost) Kuntze                               | 1898           |
| Suillus delphinus                          | Kuntze                                       | 1898           |
| Suillus dentatus                           | (Rostk.) Kuntze                              | 1898           |
| Suillus dichrous                           | Kuntze                                       | 1898           |
| Suillus dictyocephalus                     | (Peck) Kuntze                                | 1898           |
| Suillus discolor                           | (A.H. Sm., Thiers & O.K. Mill.) N.H. Nguyen  | 2016           |
| Suillus dubius                             | Kuntze                                       | 1898           |
| Suillus elatior                            | (Fr.) Kuntze                                 | 1898           |
| Suillus elbensis                           | (Peck) Kuntze                                | 1898           |
| Suillus eriophorus                         | (Rostk.) Kuntze                              | 1898           |
| Suillus exannulatus                        | (Britzelm.) Kuntze                           | 1898           |
| Suillus extractus                          | (Britzelm.) Kuntze                           | 1898           |
| Suillus farinaceus                         | (Secr. ex Fr.) Kuntze                        | 1898           |
| Suillus flavidus (Moerasringboleet)        | (Fr.) J. Presl                               | 1846           |
| Suillus flavipes                           | (Berk.) Kuntze                               | 1898           |
| Suillus flavogranulatus                    | A.H. Sm., Thiers & O.K. Mill.                | 1965           |
| Suillus flavoluteus                        | (Snell) Singer                               | 1945           |
| Suillus flavus                             | (Quél.) Singer                               | 1945           |
| Suillus flexuosipes                        | (Peck) Kuntze                                | 1898           |
| Suillus foetidus                           | Y. Li & L.L. Qi                              | 2016           |
| Suillus fragilipes                         | (C. Martín) Kuntze                           | 1898           |
| Suillus friesii                            | (Inzenga) Kuntze                             | 1898           |
| Suillus fuligineospermus                   | (Britzelm.) Kuntze                           | 1898           |
| Suillus fuligineus                         | Kuntze                                       | 1898           |
| Suillus furfuraceus                        | (Berk.) Kuntze                               | 1898           |
| Suillus fuscescens                         | (P. Karst.) Kuntze                           | 1898           |
| Suillus fuscotomentosus                    | Thiers & A.H. Sm.                            | 1964           |
| Suillus fuscus                             | Kuntze                                       | 1898           |
| Suillus gastroflavus                       | Zvyagina, Rebriev, Sazanova & E.F. Malysheva | 2019           |
| Suillus gigas                              | (Berk.) Kuntze                               | 1898           |
| Suillus glandulosipes                      | Thiers & A.H. Sm.                            | 1964           |
| Suillus gloeous                            | Z.S. Bi & T.H. Li                            | 1990           |
| Suillus granulatus (Melkboleet)            | (L.) Roussel                                 | 1796           |
| Suillus grevillei (Gele ringboleet)        | (Klotzsch) Singer                            | 1945           |
| Suillus guzmanii                           | G. Moreno, Bandala & Montoya                 | 1997           |
| Suillus haedinus                           | (Berk. & Broome) Henn.                       | 1898           |
| Suillus helenae                            | Thiers & A.H. Sm.                            | 1974           |
| Suillus hieroglyphicus                     | (Rostk.) Kuntze                              | 1898           |
| Suillus hirtellus                          | (Peck) Kuntze                                | 1898           |
| Suillus hololeucus (Witte ringboleet)      | Pantidou                                     | 1964           |
| Suillus holomaculatus                      | Klofac & Hauskn.                             | 2008           |
| Suillus huapi                              | N.K. Zeng, R. Xue & Zhi Q. Liang             | 2018           |
| Suillus hygrophanus                        | Rostr.                                       | 1902           |
| Suillus ignoratus                          | (Banning & Peck) Kuntze                      | 1898           |
| Suillus imbellus                           | (Trappe) Kretzer & T.D. Bruns                | 1997           |
| Suillus imitatus                           | A.H. Sm. & Thiers                            | 1964           |
| Suillus indecisus                          | Kuntze                                       | 1898           |
| Suillus indicus                            | B. Verma & M.S. Reddy                        | 2015           |
| Suillus inflexus                           | (Peck) Kuntze                                | 1898           |
| Suillus infractus                          | (Fr.) Kuntze                                 | 1898           |
| Suillus intermedius                        | (A.H. Sm. & Thiers) A.H. Sm. & Thiers        | 1971           |
| Suillus jacuticus                          | (Singer) Singer                              | 1951           |
| Suillus kaibabensis                        | Thiers                                       | 1976           |
| Suillus kunmingensis                       | (W.F. Chiu) Q.B. Wang & Y.J. Yao             | 2004           |
| Suillus kwangtungensis                     | Rui Zhang, X.F. Shi, P.G. Liu & G.M. Muell.  | 2017           |
| Suillus lakei                              | (Murrill) A.H. Sm. & Thiers                  | 1964           |
| Suillus lambottei                          | (Sacc. & Cub.) Henn.                         | 1898           |
| Suillus lanzii                             | (Inzenga) Kuntze                             | 1898           |
| Suillus lapponicus                         | Harmaja                                      | 1978           |
| Suillus lariciphilus                       | K. Das, D. Chakr., K.P.D. Latha & Cotter     | 2015           |
| Suillus latteri                            | N.K. Zeng, R. Xue, Zhi Q. Liang & S. Jiang   | 2019           |
| Suillus leprosus                           | (Peck) Kuntze                                | 1898           |
| Suillus leptopus                           | A. Marchand                                  | 1971           |
| Suillus leucopus                           | (P. Karst.) Kuntze                           | 1898           |
| Suillus levis                              | (Fr.) Kuntze                                 | 1898           |
| Suillus lithocarpi-sequoiae                | Singer                                       | 1960           |
| Suillus lorinseri                          | (Beck) Kuntze                                | 1898           |
| Suillus luteobadius                        | (Britzelm.) Kuntze                           | 1898           |
| Suillus lutescens                          | A.H. Sm. & Thiers                            | 1964           |
| Suillus luteus (Bruine ringboleet)         | (L.) Roussel                                 | 1796           |
| Suillus macrosporus                        | Kuntze                                       | 1898           |
| Suillus magnisporus                        | (Frost) Kuntze                               | 1898           |
| Suillus marginielevatus                    | S. Sarwar, Khalid & Dentinger                | 2015           |
| Suillus maxonii                            | (Murrill) Sacc. & Trotter                    | 1912           |
| Suillus mediterraneensis                   | (Jacquet. & J. Blum) Redeuilh                | 1992           |
| Suillus messanensis                        | (Inzenga) Kuntze                             | 1898           |
| Suillus meyeri                             | (Rostk.) Kuntze                              | 1898           |
| Suillus miniato-olivaceus                  | (Frost) Kuntze                               | 1898           |
| Suillus miniatus                           | Kuntze                                       | 1898           |
| Suillus mitis                              | (Quél.) Kuntze                               | 1898           |
| Suillus modestus                           | (Peck) Kuntze                                | 1898           |
| Suillus monticola                          | Thiers                                       | 1967           |
| Suillus morganii                           | (Peck) Kuntze                                | 1898           |
| Suillus mutabilis                          | Kuntze                                       | 1898           |
| Suillus napipes                            | (F. Muell.) Kuntze                           | 1898           |
| Suillus neoalbidipes                       | M.E. Palm & E.L. Stewart                     | 1984           |
| Suillus nigrellus                          | (Peck) Kuntze                                | 1898           |
| Suillus obscurus                           | Pantidou & Watling                           | 1970           |
| Suillus obsonius                           | (Paulet) Kuntze                              | 1898           |
| Suillus occidentalis                       | Thiers                                       | 1976           |
| Suillus ochraceoroseus                     | (Snell) Singer                               | 1973           |
| Suillus pallidiceps                        | A.H. Sm. & Thiers                            | 1964           |
| Suillus pallidus                           | (Frost) Kuntze                               | 1898           |
| Suillus paludosus                          | (Massee) Kuntze                              | 1898           |
| Suillus panormitanus                       | (Inzenga) Kuntze                             | 1898           |
| Suillus perniciosus                        | (Vent.) Kuntze                               | 1898           |
| Suillus phylopictus                        | Rui Zhang, X.F. Shi, P.G. Liu & G.M. Muell.  | 2017           |
| Suillus pinorigidus                        | Snell & E.A. Dick                            | 1956           |
| Suillus placidus (Ivoorboleet)             | (Bonord.) Singer                             | 1945           |
| Suillus plorans                            | (Rolland) Kuntze                             | 1898           |
| Suillus pocono                             | (Schwein.) Kuntze                            | 1898           |
| Suillus ponderosus                         | A.H. Sm. & Thiers                            | 1964           |
| Suillus praetermissus                      | Zvyagina & Svetash.                          | 2021           |
| Suillus preauxii                           | (Mont.) Kuntze                               | 1898           |
| Suillus pseudobrevipes                     | A.H. Sm. & Thiers                            | 1964           |
| Suillus pumilus                            | (Saut.) Kuntze                               | 1898           |
| Suillus punctipes                          | (Peck) Singer                                | 1945           |
| Suillus pungens                            | Thiers & A.H. Sm.                            | 1964           |
| Suillus purpurascens                       | (Quél.) Kuntze                               | 1898           |
| Suillus purpureus                          | Kuntze                                       | 1898           |
| Suillus pusillus                           | Henn.                                        | 1898           |
| Suillus pusio                              | (J. Howse) Henn.                             | 1898           |
| Suillus quercinus                          | Sarwar, Naseer & Khalid                      | 2021           |
| Suillus quiescens                          | T.D. Bruns & Vellinga                        | 2010           |
| Suillus radicosus                          | (Bundy) Kuntze                               | 1898           |
| Suillus recedens                           | (Britzelm.) Kuntze                           | 1898           |
| Suillus reticulatus                        | Thiers                                       | 1975           |
| Suillus rhodomyces                         | (Berk. & M.A. Curtis) Kuntze                 | 1898           |
| Suillus rimosellus                         | (Peck) Kuntze                                | 1898           |
| Suillus rimosus                            | (Vent.) Kuntze                               | 1898           |
| Suillus riparius                           | Thiers                                       | 1967           |
| Suillus robustus                           | (Fr.) Kuntze                                 | 1898           |
| Suillus roseoporus                         | (Smotl.) Pilát & Dermek                      | 1974           |
| Suillus roseovelatus                       | Pantidou & Watling                           | 1970           |
| Suillus rostkowii                          | (Fr.) Kuntze                                 | 1898           |
| Suillus ruber                              | Singer                                       | 1948           |
| Suillus rubiginosus                        | P. Karst.                                    | 1882           |
| Suillus rubricontextus                     | M.R. Ding & H.A. Wen                         | 2003           |
| Suillus rubropunctatus                     | (Raddi) Redeuilh                             | 1990           |
| Suillus rugosus                            | Kuntze                                       | 1898           |
| Suillus rutilus                            | (Fr.) Kuntze                                 | 1898           |
| Suillus salmonicolor                       | (Frost) Halling                              | 1983           |
| Suillus schoberi                           | (Oudem.) Kuntze                              | 1898           |
| Suillus schulzeri                          | (Quél.) Kuntze                               | 1898           |
| Suillus scrobiculatus                      | (Berk.) Kuntze                               | 1898           |
| Suillus sericeus                           | Kuntze                                       | 1898           |
| Suillus serotinus                          | (Frost) Kretzer & T.D. Bruns                 | 1996           |
| Suillus shardasus                          | Gardezi                                      | 2007           |
| Suillus siculus                            | (Inzenga) Kuntze                             | 1898           |
| Suillus slavonicus                         | (Sacc. & Cub.) Kuntze                        | 1898           |
| Suillus sordarius                          | (Fr.) Kuntze                                 | 1898           |
| Suillus splendidus                         | (C. Martín) Kuntze                           | 1898           |
| Suillus spraguei                           | (Berk. & M.A. Curtis) Kuntze                 | 1898           |
| Suillus squamatus                          | (Berk.) Kuntze                               | 1898           |
| Suillus squamulosus                        | (Rostk.) Kuntze                              | 1898           |
| Suillus subacerbus                         | McNabb                                       | 1968           |
| Suillus subalpinus                         | M.M. Moser                                   | 1997           |
| Suillus subaureus                          | (Peck) Snell                                 | 1944           |
| Suillus subluteus                          | (Peck) Snell                                 | 1944           |
| Suillus subolivaceus                       | A.H. Sm. & Thiers                            | 1964           |
| Suillus subreticulatus                     | Z.S. Bi                                      | 1990           |
| Suillus subsimilis                         | (L. Preiss) Kuntze                           | 1898           |
| Suillus subvariegatus                      | Snell & E.A. Dick                            | 1956           |
| Suillus suilloides                         | (Thiers) Kretzer & T.D. Bruns                | 1997           |
| Suillus sullivantii                        | (Berk. & Mont.) Kuntze                       | 1898           |
| Suillus terreus                            | (Schaeff.) Kuntze                            | 1898           |
| Suillus thozetii                           | (Berk.) Kuntze                               | 1898           |
| Suillus tomentosus                         | Singer, Snell & E.A. Dick                    | 1960           |
| Suillus triacicularis                      | B. Verma & M.S. Reddy                        | 2014           |
| Suillus tridentinus (Roestrode ringboleet) | (Bres.) Singer                               | 1945           |
| Suillus turbiniformis                      | (C. Martín) Kuntze                           | 1898           |
| Suillus umbonatus                          | E.A. Dick & Snell                            | 1961           |
| Suillus umbrinus                           | (Pers.) Kuntze                               | 1898           |
| Suillus umbrinus                           | (Trappe & Castellano) Klofac                 | 2013           |
| Suillus unicolor                           | Kuntze                                       | 1898           |
| Suillus validus                            | (C. Martín) Kuntze                           | 1898           |
| Suillus variegatus (Fijnschubbige boleet)  | (Sw.) Richon & Roze                          | 1888           |
| Suillus verrucarius                        | (Berk.) Kuntze                               | 1898           |
| Suillus violaceus                          | (C. Martín) Kuntze                           | 1898           |
| Suillus viscidus (Grauwe ringboleet)       | (L.) Roussel                                 | 1796           |
| Suillus viscosus                           | (A. Venturi) Kuntze                          | 1898           |
| Suillus wasatchicus                        | Thiers                                       | 1976           |